# Жезл (спіраль)

Крива «жезл»

Жезл у математиці — плоска спіраль, у якої кут обернено-пропорційний до квадрату радіуса:
{\displaystyle r^{2}\theta =k\,}
Таким чином, в в полярних координатах ця крива описується рівнянням:
{\displaystyle \rho ={\frac {a}{\sqrt {\varphi }}}}.
Крива прямує із нескінченності (де вона асимптотично наближається до горизонтальної осі) до точки (0;0), навколо якої вона закручується по спіралі проти годинникової стрілки. Розмір спіралі залежить від коефіцієнту {\displaystyle a}. Має одну точку перегину (в {\displaystyle (r,\theta )} координатах): {\displaystyle \textstyle \left({\frac {1}{2}};a{\sqrt {2}}\right)}.

В англомовні літературі ця крива має назву lituus — від латинського слова, що означає «жезл авгура», «духовий музичний інструмент із загнутим кінцем» (див. літуус). Навершя сучасних католицьких патериць теж мають форму, схожу з цією кривою.